# コンスタンス・ダルル
コンスタンス・ダルル（Constance d'Arles, 986年 - 1032年7月25日）は、フランス王ロベール2世の3番目の妃。
コンスタンス・ド・プロヴァンス（Constance de Provence）とも呼ばれる。

## 略歴
父はアルル伯およびプロヴァンス伯ギヨーム1世、母はその2番目の妻でアンジュー伯フルク2世の娘のアデライードである。苛烈な性格をしていたといわれ、夫とも宮廷とも不和であった。
1031年、夫ロベール2世が死去し、次男アンリ1世が単独の王となったが、コンスタンスは息子たちの中ではアンリよりも他の息子3男ロベールと4男ウードを愛し、2人の息子に反乱を起こさせた。アンリ1世はロベールにブルゴーニュ公位を与えることでこれを鎮めた。しかし、持参金としての領地を自領扱いとしたため、アンリだけでなくロベールとも不和となって戦いに発展し、息子たちに投降することになった。
1032年、ムランで死去した。

## 子女
1001年にロベール2世と結婚し、7人の子をもうけた。
- アデライード（またはアリックス, エドヴィージュ）（1003年頃 - 1063年以降） - ヌヴェール伯ルノー1世と結婚
- ユーグ（1007年 - 1025年） - フランス共同統治王
- アンリ1世（1008年 - 1060年） - フランス王
- アデル（1009年 - 1063年） - ノルマンディー公リシャール3世と結婚、のちフランドル伯ボードゥアン5世と結婚
- ロベール1世（1011年 - 1076年） - ブルゴーニュ公
- ウード（1013年 - 1056年）
- コンスタンス（1014年 - ?）